# Drop the World
«Drop the World» es el quinto sencillo del álbum del rapero Lil Wayne, Rebirth. Cuenta con la colaboración del rapero de Detroit, Eminem. Fue lanzado en iTunes el 21 de diciembre de 2009. La canción cuenta con la particularidad de contener una instrumental de electro y rock con líricas de rap. La canción cuenta con un video musical estrenado en marzo de 2010.
En la clausura de los Premios Grammy de 2010 llevados a cabo el 31 de enero se presentaron  Eminem, Lil Wayne y Drake junto al baterista de rock Travis Barker, respaldados por varios músicos, los que interpretaron versiones rap metaleras de «Drop the World» y «Forever».

## Video musical
El video musical de "Drop the World" fue dirigido por Chris Robinson, y su primer estreno tuvo lugar el 31 de enero de 2010, el mismo día de la 52 entrega de los Premios Grammy, donde Eminem y Lil Wayne interpretaron la canción. El video muestra a personas practicando mosh y corriendo en las calles de Los Ángeles. Birdman, G-Unit, y Jay Sean hacen cameos. 
40 segundos del video fueron colgados en internet el 3 de marzo. A pesar de que estaba programada estrenarse para el 11 de marzo, en su lugar se estrenó el 5, justo una semana antes.

## Lista de canciones
Descarga digital de iTunes
| N.º | Título                        | Escritor(es)                                            | Productor(es)           | Duración |  |
| 1.  | «Drop The World» (con Eminem) | D. Carter, M. Mathers, L. Resto, J. Woodard, M. Strange | Hit-Boy, Chase N. Cashe | 3:49     |  |

## Posición en las listas
La canción debutó en el puesto #18 en el Billboard Hot 100 en la semana que finalizará el 16 de enero de 2010.
| Lista (2010)           | Mejor posición |
| ---------------------- | -------------- |
| UK Singles Chart       | 5              |
| UK R&B Chart           | 1              |
| U.S. Billboard Hot 100 | 15             |
| Canadian Hot 100       | 4              |

### Posición en iTunes
Hasta ahora, ha llegado al puesto #7 y #2 en las lista Hip-Hop/Rap chart.